# 사우스 사이드 파크
사우스 사이드 파크(South Side Park)은 미국 일리노이주 시카고에 위치한 야구장이다. 과거 MLB 시카고 화이트삭스, 시카고 화이트 스타킹스의 홈구장으로 사용했다.